# Karl-August Fagerholm
Karl-August Fagerholm (31. december 1901 i Sjundeå, Finland - 22. maj 1984 i Helsingfors) var en finlandssvensk socialdemokratisk politiker. Fagerholm var statsminister i tre omgange: 1948-1950, 1956-1957 og 1958-1959). Han sad i riksdagen 1930-1965. 
I 1956 var han Finlands Socialdemokratiske Partis kandidat ved præsidentvalget og tabte minimalt til Urho Kekkonen. 
Fagerholm var også kendt som en ivrig forkæmper for det nordiske samarbejde og var en flittig gæst i Stockholm hos blandt andet Tage Erlander.